# Cratere Anzu
Anzu è un cratere sulla superficie di Ganimede.